# Хатки (Тернопольская область)
Хатки (укр. Хатки) — село в Великоберезовицкой поселковой общине Тернопольского района Тернопольской области Украины.
Население по переписи 2001 года составляло 51 человек. Почтовый индекс — 47732. Телефонный код — 352.